# Taj Mahal (musiker)
Taj Mahal (født 17. maj 1942) er en amerikansk blues-musiker.
Han blev født Henry St. Clair Fredericks i New York City og valgte senere Taj Mahal som kunstnernavn.
I 1966 dannede han bandet Rising Sons med Ry Cooder. Dette førte til en pladekontrakt hos Columbia Records og et soloalbum i 1968.
Hans musik består af flere stilarter: blues, reggae, cajun, gospel, Stillehavs-, afrikanske og caribiske musiktraditioner. Selvom han bliver ved sine musikalske rødder, har han sin egen lyd. Han spiller også et antal forskellige instrumenter.